# Жезъл на Насаси
Жезълът на Насаси (на английски: Nasazzi's Baton) е въображаема световна титла, наречена на първия капитан, вдигнал купата „Жул Риме“ - Хосе Насаси. Първият носител като първи световен шампион е Уругвай. Подобно на бокса следващият шампион е първата страна, успяла да победи действащият носител на титлата в редовните 90 минути на официален (турнирен или приятелски) мач на ниво „А“ национални отбори. Ако мачът завърши наравно, независимо дали е излъчен победител след продължения или дузпи, отличието остава при стария шампион. По този начин вторият носител на Жезъла на Насаси е отборът на Бразилия, който надделява над Уругвай през 1931 г. Настоящият носител на Жезъла на Насаси е Гърция.
България печели два пъти Жезъла на Насаси. Това става за първи път на 1 юни 1977 г. след победа над Ирландия в световна квалификация. Следват три успешни защити на титлата (срещу Турция, Ирландия и Гърция), преди Франция да я отнеме на 16 ноември същата година. На 2 май 1985 г. България се реваншира, печелейки титлата от французите и я защитава успешно срещу Югославия и Мексико, преди да я загуби от Холандия на 4 септември същата година.

## Неофициално световно пъренство по футбол
Подобен трофей е Неофициалното световно пъренство по футбол (НСФП), като при него първият световен шампион е Англия, надделяла над Шотландия във втория в историята на футбола международен мач на национално равнище (първият – също между тези два отбора – завършва наравно). Другата разлика е, че при равен резултат в среща, в която се играят продължения и/или изпълняват дузпи, шампион е този, който е краен победител в мача.
Според този формат България е трикратен световен шампион. Първата титла датира от 19 май 1971 г. след победа над Унгария, следва успешна защита срещу Норвегия, преди Унгария да си я върне на 25 септември същата година. Следващите периоди на България като действащ шампион съвпада с двата такива с Жезъла на Насаси.

## Обединение на титлите
Както в бокса, така и при виртуалните шампиони се случва обединение на титлите. Така например Гърция е носител както на Жезъла на Насаси, така и на НСФП. България носи и двете титли в продължение на седем мача.